# Monastère de Peryn
Le monastère de Peryn ou ermitage de Peryn ou monastère de la-Nativité-de-la-Vierge (en langue russe : Перы́нский скит) est un monastère orthodoxe situé sur la péninsule de Peryn dans le hameau de Iouriev et qui existe depuis le XIVe siècle.
Les chroniques le citent depuis l'année 1386, quand il a été incendié. Il est resté en activité jusque 1764. Il a été rouvert en 1991.

## Situation géographique
Le monastère est situé à 6 kilomètres de Veliki Novgorod sur une presqu'île (qui jusqu'aux années 60 était encore une île) près des sources du Volkhov et du lac Ilmen au sud du monastère Saint-Georges de Iouriev.

## Histoire

### Temple païen
Les historiens supposent qu'à l'endroit dénommé Peryn, il existait un temple païen dédié à une divinité de la mythologie slave dénommée Péroun, le dieu du tonnerre.
Selon les chroniques, en 980 dans le cadre d'une « réforme païenne », le grand prince Vladimir Ier ordonna à son oncle Dobrynia d'installer à Novgorod une idole
Elle est installée à l'endroit qui depuis lors est appelé Peryn, comme en témoigne Adam Olearius qui a visité Novgorod en 1654.

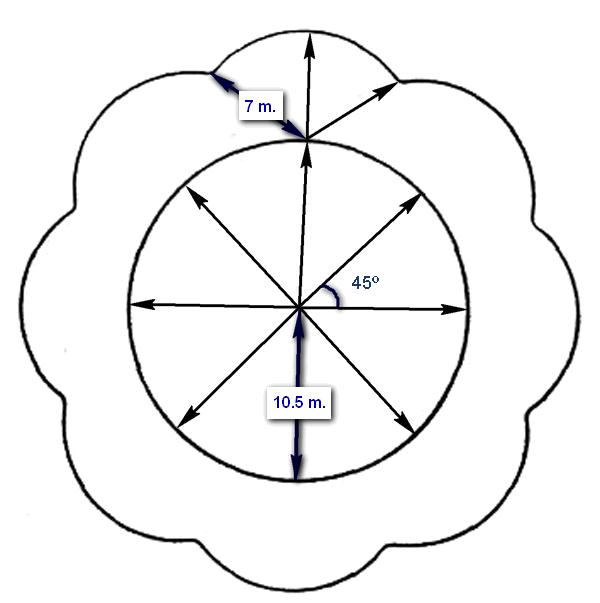
schéma des fouilles de Peryn

En 1951—1952 une expédition archéologique novgorodienne dirigée par Artemi Artsikhovski effectue des fouilles à Peryn. L'historien d'art Valentin Sedov a étudié les résultats des recherches de cette expédition. Cela a permis grâce à la précision du travail scientifique réalisé de révéler l'emplacement du temple païen. Le lieu de prière se trouvait au sud-ouest des murs de l'église de la Nativité de Peryn. Il se présentait comme une place de forme ronde et d'un diamètre de 21 mètres entouré d'un fossé. Au centre de la place on a trouvé un fossé avec des traces de bois, sans doute celles des fondations de l'idole. La forme des huit autres fossés qui entourent le temple est celle de pétales de fleurs d'iris. En slavon ces fleurs sont appelées perounika bogichtcha dans lequel on retrouve la racine de Peryn et celle de dieu en russe (bog). Leur nom latin en botanique est : «Iris Germanica».
Des recherches complémentaires ont permis d'établir que, autour de l'emplacement de l'idole, il existait un complexe de temples. L'académicien Boris Rybakov estime que ces temples devaient être dédiés aux trois divinités slaves : Iachtcher (Ящер), Dala (Dodola) et Lela (Lada).
Plus tard cette présentation du site comme un complexe de temples a été mise en doute par deux chercheurs L. S. Klein et V. I Konetski qui ont réétudié les résultats des fouilles,. De l'avis de ces deux auteurs il semble que deux fossés n'ont pas été étudiés suffisamment et que cela modifie les conclusions générales à tirer des fouilles. La situation et l'alignement de trois fossés permet de les considérer comme des monticules ou des digues qui n'auraient pas été conservées pour des raisons inconnues, et non comme un complexe de temples.

### Monastère chrétien

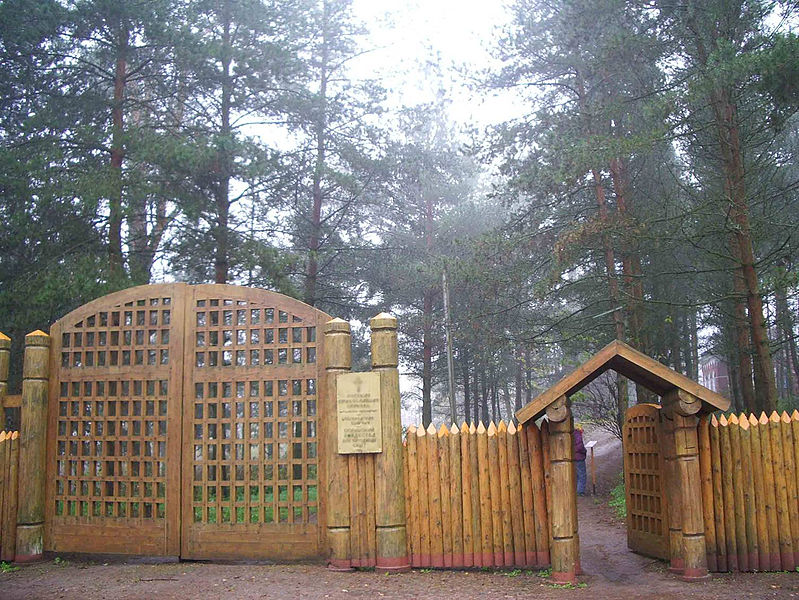
Entrée du monastère

En 989, après que Vladimir Ier se soit converti au christianisme la ville de Novgorod est convertie par Joachim Korsounianine le premier évêque de la ville . L'idole de Péroun est tronçonnée, jetée dans le Volkhov et les fossés sont comblés.
Selon la légende, après l'adoption du christianisme, en lieu et place des temples on construit une église en bois dédiée à la Nativité de la Vierge qui subsista pendant deux cents ans. Mais on ne sait pas grand chose d'autre à son sujet. C'est alors que le monastère est construit, bien que les chroniques ne citent que la date de 1386. Il en est fait mention à cette date dans une liste de monastères incendiés par les Novgorodiens eux-mêmes pour faire face à l'arrivée sur leurs terres du prince moscovite Dmitri Donskoï avec son armée.
En 1528 un réfectoire est construit dans le monastère ainsi que l'église de la Trinité (la seconde église de l'île). Durant l'occupation suédoise (1611—1617.) le monastère est incendié et saccagé. L'église de la Trinité est citée dans un inventaire daté de 1615. Mais deux ans plus tard en 1617 elle ne figure plus : « L'église du monastère de la Nativité est dévastée. Il n'y a plus de cellules ni de clôtures. Le starets du monastère est un certain Maxime. Il ne lui reste en propriété que cinq livres et la croix de la Nativité…». Pour soutenir le monastère ravagé un édit royal en attribue la propriété au monastère Saint-Georges de Iouriev.

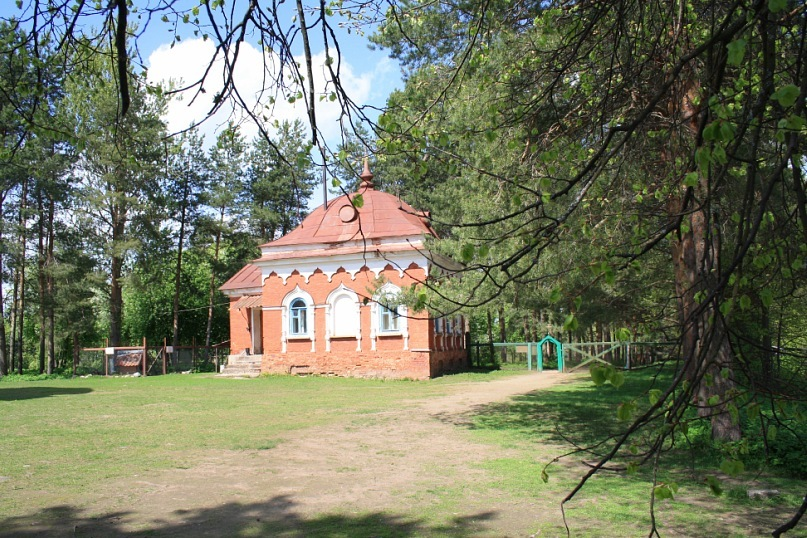
Dans l'enceinte

En 1764, sous l'autorité de Catherine II, une réforme du statut des terres ecclésiastiques est réalisée. Ces terres sont nationalisées et plus de la moitié des monastères de Russie sont fermés. Le monastère de Peryn est démantelé et transformé en une simple paroisse. Toutes les constructions, à l'exception des églises, passent dans le patrimoine du monastère de Iourev.
La renaissance et le développement du monastère de Iourev sont liés au nom de l'archimandrite réputé, Foti (1792—1838). En 1822, il est nommé archimandrite de ce monastère et il le reste jusqu'à sa mort. Avec des moyens financiers très importants provenant de sa fille spirituelle, la comtesse Anna Orlaova-Tchesmenskaïa il réussit a relever le monastère et à le rendre florissant. À sa demande, l'église de la Nativité de la Vierge est de nouveau attribuée au monastère de Iourev. Les murs qui ont été détruits sont reconstruits et repeints. Du côté ouest de l'église, de nouvelles annexes apparaissent. Les planchers et la coupole sont restaurés.
Après la révolution d'Octobre, en août 1919, le Conseil provincial des soviets décide de fermer le monastère de Peryn. Les bâtiments affectés à l'agriculture, le clocher, la clôture sont tous détruits pour récupérer les briques. Celles-ci sont utilisées pour construire un frigo pour une coopérative de glace, pour le poisson. L'église est transformée en entrepôt pour marchandises.
Durant la Grande Guerre patriotique, de 1941 à 1945, la rivière Volkhov se trouve sur la ligne de front. Le monastère est en territoire occupé, mais sans garnison permanente. Après la guerre c'est une filiale d'un combinat de poisson de Novgorod qui l'occupe. Dans les années 1960 le tourisme y a fait son apparition. En 1991 la presqu'île de Peryn et son monastère ont été rendus à l'église orthodoxe russe. Le monastère est actuellement sous la tutelle du monastère de Iourev.

## Église de la Nativité-de-la Vierge de l'ermitage de Peryn

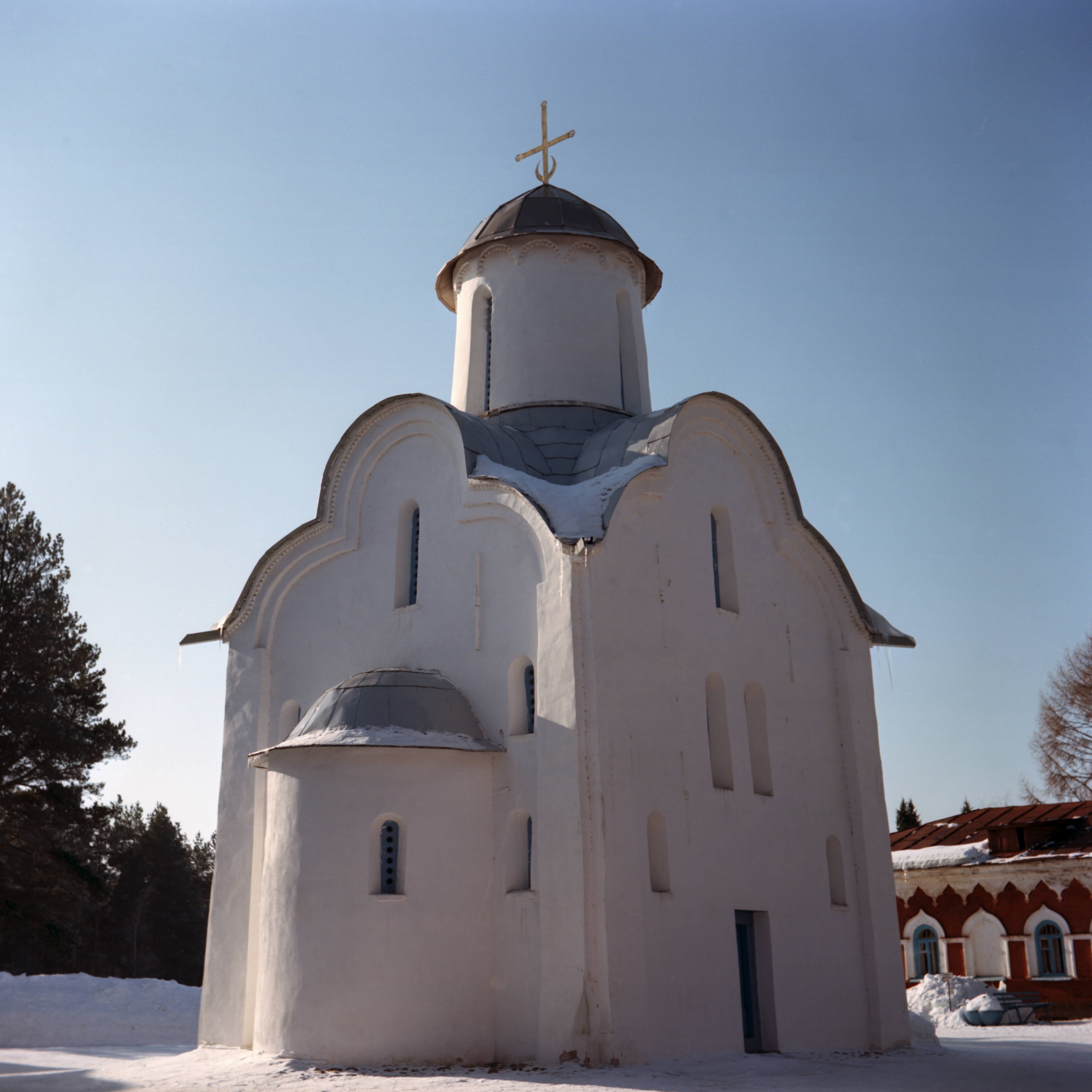
Église de la Nativité-de-la-Vierge de l'ermitage de Peryn (vue du nord-est)